# Cláusulas exorbitantes
As cláusulas exorbitantes são cláusulas comuns em contratos administrativos, mas que seriam consideradas ilícitas em contratos entre particulares, pois são prerrogativas da Administração Pública, colocando-a em posição superior à outra parte. Em outras palavras, as cláusulas exorbitantes são benefícios que a Administração possui sobre o particular e que se justificam na supremacia do interesse público sobre o privado.

## Previsão no Direito Brasileiro
As cláusulas exorbitantes encontram sua previsão legal na Lei nº 8.666/93 (Lei das Licitações e Contratos Administrativos) que estabelece as regras gerais sobre licitações e contrato administrativo a serem seguidas por todas as esferas do governo. Dentre as cláusulas exorbitantes ali previstas, destacam-se:
- alteração unilateral;
- rescisão unilateral;
- fiscalização;
- aplicação de penalidades;
- anulação;
- retomada do objeto;
- restrições ao uso do princípio da exceptio non adimpleti contractus (exceção do contrato não cumprido), ou seja, a Administração pode exigir que o outro contratante cumpra a sua parte no contrato sem que ela própria tenha cumprido a sua.

## Alteração Unilateral
As alterações são autorizadas quando a administração tiver de alterar o projeto de execução do contrato, ou tiver que alterar o valor contratado. O particular é obrigado a aceitar tais alterações até o limite de 25% do projeto original, e em se tratanto de reforma de prédios, o limite amplia-se para 50%. As alterações contratuais também podem ser feitas a partir do acordo de vontades entre a administração e o particular, sendo que tal alteração, neste caso específico, somente é autorizada para a diminuição do valor contratado inicialmente. Vale salientar que todas alterações que tragam algum tipo de ônus para o contratado devem ser indenizadas, sob pena de vantagem indevida por parte da Administração.

## Garantia do Equilíbrio Financeiro do Contrato
Dentre as cláusulas exorbitantes a garantia do equilíbrio financeiro do contrato é inatingível de modo que qualquer alteração na sua equação deve ser pronta e integralmente recomposta pelo Poder Público. Essa inatingibilidade da equação econômico-financeira é um princípio fundamental dos contratos administrativos, o qual encontra amparo no art. 37, XXI, da Constituição Federal.
Equilíbrio financeiro é a relação que as partes pactuaram inicialmente entre os encargos (valores, prazos para pagamento, periodicidades, condição de execução, local, etc.) do contratado e a atribuição da Administração para a justa remuneração pela execução do objeto do contrato, ou seja, é a previsão de reajuste do valor inicialmente estipulado, proveniente de fatos imprevisíveis ou supervenientes, como o caso fortuito ou a força maior, visando a proteção do particular quando o cumprimento do contrato torna-se excessivamente oneroso para esse.
A Lei nº 8.666/93, em seu art. 65, regulamenta a revisão contratual a fim de manter o equilíbrio financeiro, portanto, não se trata de mera discricionariedade (faculdade) do administrador e sim um dever do Poder Público que só poderá recusar-se em fazê-lo caso estejam ausentes seus pressupostos (ausência de elevação dos encargos do particular, ausência de vínculo de causalidade entre o evento ocorrido e a majoração dos encargos do contratado, culpa do contratado pela majoração dos seus encargos, etc.)

## Aplicação de Penalidades
Os contratos administrativos comportam a sanção do Poder Público aplicada ao particular inadimplente. Os ordenamentos jurídicos dispõem sobre quais sejam as penalidades. No ordenamento jurídico brasileiro, encontram-se as seguintes sanções na Lei de Licitações:
Art. 87.  Pela inexecução total ou parcial do contrato a Administração poderá, garantida a prévia defesa, aplicar ao contratado as seguintes sanções:
I - advertência;
II - multa, na forma prevista no instrumento convocatório ou no contrato;
III - suspensão temporária de participação em licitação e impedimento de contratar com a Administração, por prazo não superior a 2 (dois) anos;
IV - declaração de inidoneidade para licitar ou contratar com a Administração Pública enquanto perdurarem os motivos determinantes da punição ou até que seja promovida a reabilitação perante a própria autoridade que aplicou a penalidade, que será concedida sempre que o contratado ressarcir a Administração pelos prejuízos resultantes e após decorrido o prazo da sanção aplicada com base no inciso anterior.
A lei de pregão, regra que estabelece modalidade mais recente de licitação, também dispõe sobre o tema em seu art. 7o.
Para verificar o funcionamento dos sistemas de punições administrativas, pode-se consultar as obras de Eduardo Rocha Dias e Fábio Mauro de Medeiros. O último autor sustenta que são iguais as sanções "suspensão temporária de participação em licitação e impedimento de contratar com a Administração" (art. 87, III da Lei 8.666/93) e o "impedido de licitar, contratar e descredenciado no Sicaf" e que este posicionamento encontra respaldo na jurisprudência do TCU ao admitir a aplicação apenas do art. 87 da Lei 8.666/93, mesmo em contratos resultantes da licitação na modalidade "pregão". Ademais, faz ponderações acerca da aplicação das sanções.